# مات كلارك (لاعب كرة قاعدة)
مات كلارك (بالإنجليزية: Matt Clark)‏ هو لاعب كرة قاعدة أمريكي، ولد في 10 ديسمبر 1986 في ويست كوفينا في الولايات المتحدة.

## وصلات خارجية
- مات كلارك على موقع دوري كرة القاعدة الرئيسي (الإنجليزية)
- مات كلارك على موقع الدوري الياباني لكرة القاعدة (الإنجليزية)
- مات كلارك على موقعبيزبول رفرنس.كوم (الدوري الرئيسي) (الإنجليزية)
- مات كلارك على موقعبيزبول رفرنس.كوم (الدوري الثانوي) (الإنجليزية)
- مات كلارك على موقع إي إس بي إن.كوم (أم.أل.بي) (الإنجليزية)
- مات كلارك على موقع مشجعي الرسوم البيانية (الإنجليزية)